# Tramwaje w Reșicie
Tramwaje w Reșicie − system komunikacji tramwajowej w rumuńskim mieście Reșița, działający w latach 1988–2011 i ponownie od 20 grudnia 2024 roku. Jest to jedyny, jak dotąd, reaktywowany system komunikacji tramwajowej w Rumunii.

## Historia
Tramwaje w Reșicie uruchomiono 23 sierpnia 1988 r. (choć do następnego roku trwała jeszcze budowa niektórych odcinków 10-kilometrowej trasy), w obchodzone wtedy święto państwowe Wielkiego Zjednoczenia Rumunii. Bardzo niska jakość torowiska doprowadziła w 1995 do wstrzymania ruchu tramwajów na całej trasie na kilka miesięcy. Ruch wznowiono na skróconej trasie do Piața Republicii. W następnych latach wyremontowano całą trasę. Przywrócono także ruch na odcinku od pętli Piața Republicii do pętli Stavila. W 2008 władze miasta zaproponowały likwidację linii i zastąpienie ją autobusami. Ostatecznie komunikację tramwajową wstrzymano 27 sierpnia 2011 i od tego czasu komunikację miejską w mieście obsługują tylko autobusy. Torowisko pozostało, sieć trakcyjna w niektórych miejscach została zdemontowana, co uniemożliwiło wznowienie ruchu. 
W 2019 r. władze miasta zdecydowały o odbudowie kosztem ok. 50 mln euro tramwaju poprzez budowę 18 km torowiska w miejscu dotychczasowej infrastruktury, która częściowo była rozebrana, a częściowo nie nadawała się do eksploatacji. Zaplanowano także kosztem 20 mln euro zakup 13 nowych wagonów tramwajowych. W 2019 r. Resita uzyskała finansowanie ze środków unijnych infrastruktury i taboru. Uruchomienie sieci zaplanowano na 2021 lub 2022 rok, jednak finalnie sieć tramwajową uruchomiono dopiero pod koniec 2024 roku.

## Linia
Przed zawieszeniem ruchu w mieście była jedna trasa obsługiwana przez dwie linie:
- 1: Renk − Piața Republicii (co 7 minut)
- 1b: Renk −  Stavila (1 kurs co 70 minut)

## Tabor
Na początku w Reșicie kursowały tramwaje produkcji rumuńskiej Timiș 2 w ilości 22 sztuk. Niska jakość wykonania sprawiły, że w 1995 sprawnych było tylko 5 wagonów. W latach 1997–2000 sprowadzono z Dortmundu 22 tramwaje typu Düwag GT8, dzięki którym wycofano wszystkie tramwaje Timiș 2. W 2004 dokupiono jeszcze 8 wagonów GT8 z Frankfurtu nad Menem. Przed likwidacją komunikacji tramwajowej w eksploatacji znajdowało się 30 tramwajów GT8.

## Reaktywacja
W 2020 roku zawarto umowę z tureckim Durmazlarem, zakładającą ponowne uruchomienie sieci przed rokiem 2023. W styczniu 2023 do miasta dotarł pierwszy tramwaj („Panorama” tureckiej firmy Durmazlar) przeznaczony dla reaktywowanej linii tramwajowej. 
20 grudnia 2024 reaktywowano komunikację tramwajową. Obecnie jest to jedna dziewięciokilometrowa linia łącząca przystanki Terminal Kaufland (Bd Muncii) i Reșița Montană (Piața Republicii). Obsługę zapewnia 13 dwuczłonowych dwukierunkowych tramwajów. Są to pojazdy  tzw. krótkoprzegubowe – oparte na dwóch dwuosiowych wózkach – o długości 18 m i mieszczące po 135 pasażerów. Linia nie ma pętli. Tramwaje kursują z maksymalną częstotliwością 8 minut. Operatorem jest Transport Urban Reșița.